# 马切拉塔-费尔特里亚
马切拉塔-费尔特里亚（義大利語：Macerata Feltria），是意大利佩薩羅和烏爾比諾省的一个市镇。总面积40.23平方公里，人口2116人，人口密度52.6人/平方公里（2008年）。ISTAT代码为041023。